# Sankt Andrä-Höch
Sankt Andrä-Höch é um município da Áustria, situado no distrito de Leibnitz, na estado da Estíria. Tem 20,63 km² de área e sua população em 2019 foi estimada em 1.731 habitantes.